# Oleg Bozhiev
Oleg Felevich Bozhiev –en ruso, Олег Фелевич Божьев– (Moscú, URSS, 25 de agosto de 1961) es un deportista soviético que compitió en patinaje de velocidad sobre hielo. 
Participó en los Juegos Olímpicos de Sarajevo 1984, obteniendo una medalla de bronce en la prueba de 1500 m. Ganó cuatro medallas en el Campeonato Mundial de Patinaje de Velocidad sobre Hielo entre los años 1984 y 1987, y una medalla de bronce en el Campeonato Europeo de Patinaje de Velocidad sobre Hielo de 1985.

## Palmarés internacional
| Juegos Olímpicos   | Juegos Olímpicos          | Juegos Olímpicos  | Juegos Olímpicos      |
| Año                | Lugar                     | Medalla           | Prueba                |
| ------------------ | ------------------------- | ----------------- | --------------------- |
| 1984               | Sarajevo (Yugoslavia)     | Medalla de bronce | 1500 m                |
| Campeonato Mundial |                           |                   |                       |
| Año                | Lugar                     | Medalla           | Prueba                |
| 1984               | Gotemburgo (Suecia)       | Medalla de oro    | Clasificación general |
| 1985               | Hamar (Noruega)           | Medalla de plata  | Clasificación general |
| 1986               | Inzell (RFA)              | Medalla de plata  | Clasificación general |
| 1987               | Heerenveen (Países Bajos) | Medalla de plata  | Clasificación general |
| Campeonato Europeo |                           |                   |                       |
| Año                | Lugar                     | Medalla           | Prueba                |
| 1985               | Eskilstuna (Suecia)       | Medalla de bronce | Clasificación general |